# Péninsule de Tourii

Carte (en russe) de la Péninsule de Touriy.

La péninsule de Tourii (Турий полуостров) est une presqu'île de l'oblast de Mourmansk , au nord de la Russie : c'est la plus grande péninsule du sud de la Péninsule de Kola. Elle s'avance dans la Mer blanche, dessinant la baie de Sosnovaïa à l'ouest et la baie de Kardj à l'est.

## Sources
- Carte de la Péninsule de Tourii